# Vișea, Cluj

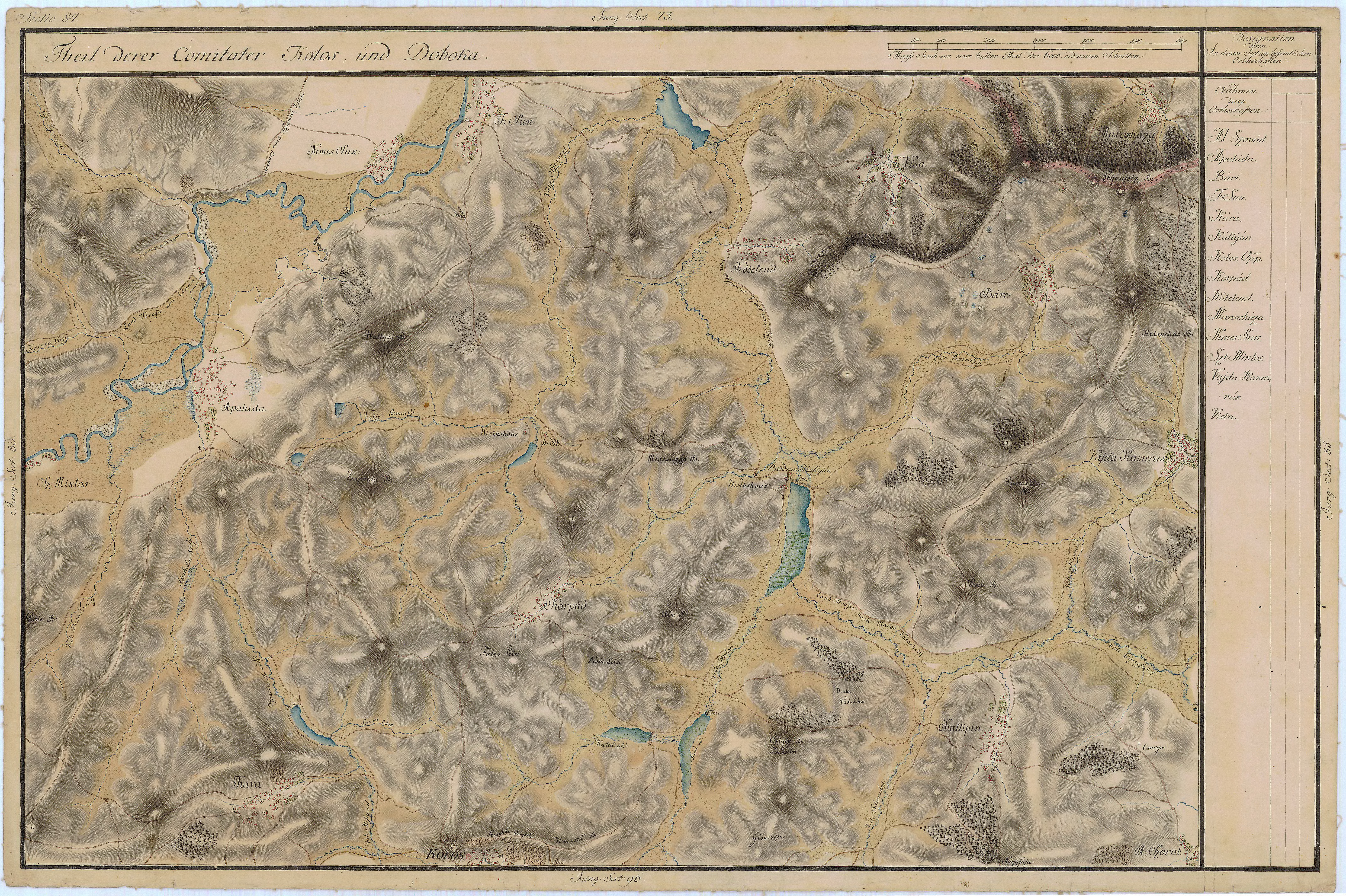
Vișea pe Harta Iosefină a Transilvaniei, 1769-1773 (Sectio 084)

Vișea (în maghiară Visa) este un sat în comuna Jucu din județul Cluj, Transilvania, România.
Pe Harta Iosefină a Transilvaniei din 1769-1773 (Sectio 084), localitatea apare sub numele de „Visa”.

## Date geografice
Satul Vișea este situat în partea de est a județului Cluj. Localitățile învecinate sunt: la vest Jucu, (atestat documentar din anul 1314), la nord Bonțida (1263), Coasta (1318), Tăușeni (1318), la est Bărăi (1279) și la sud-sud-vest Gădălin (1320). În vechime era situat la granița comitatelor istorice Cluj și Dăbâca.

Localizarea satului Vișea in județul Cluj

În subsolul localității se găsește sare (NaCl). În trecut avea o însemnată producție de vie și vin, de exemplu în anul 1727 se consemnează producerea a 290 de găleți de vin, (1 găleată = 10 l). Satul are un fond forestier și de vânat remarcabil. Soiuri de arbori: stejar, carpen, arțar, salcâm, tei etc. Vânat: porci mistreți, căprioare, vulpi, iepuri și fazani. Are un potențial turistic încă nevalorificat.
Actualmente drumul, de cca. 35 km, Cluj-Napoca - Vișea, prin Jucu, este asfaltat, localitatea este complet electrificată, dispune de apă potabilă curentă, gaz-metan, linii telefonice, TV cablu și acces la internet.

## Istoric
Denumirea localității provine de la numele unei personalități slave, Visoslav. Prima atestare documentară s-a păstrat din anul 1326 sub forma de silva Visaerdei (pădurile lui Visa). Alte denumiri de-a lungul timpului:Vizateluke (1332), Wysa, villa Vysa ( 1348), Visa (1587), Vissa (1652), Visa (1733), Vischa (1750), Viza (1760), Vissa (1835), Jisa ( 1850), Iisa (1854) .
În evul mediu, sat preponderent maghiar, a aparținut domeniului familiei nobiliare Suky. Alți latifundiari mai importanți ai localității au fost membri ai familiilor Erdélyi de Somkerék, Bánffy de Losoncz, Bakó de Hete și Teleki, contele de Szék.
Satul este locuit din neolitic, iar în epoca romană (107 - 275 d.Hr.) aparținea provinciei Dacia, a cărei pază era asigurată de legiunea a V-a Macedonica, cu sediul la Potaissa (actuala Turda). La începutul evului mediu, înainte de formarea comitatelor, populația așezării avea sarcina de a veghea și păzi granița ținutului și mai ales a marelui drum Sic-Bonțida-Vișea-Bărăi numit via Molendinatorum.
Fără a se face săpături arheologice organizate, din neolitic au fost descoperite, întâmplător, un topor găurit din piatră șlefuită și un vas de lut ars cu gravuri liniare adâncite. Din epoca romană au fost găsite drahme și tetradrahme grecești, denari și cărămizi de mozaic romane. Ca dovadă a cultivării viei s-a descoperit o remarcabilă figurină de teracotă cu înălțimea de 21 cm reprezentând pe Silenus, (la romani Liber Pater), însoțitorul și sfetnicul zeului Bacchus Din secolul al XVI-lea s-au găsit mai mulți dinari de argint.
În literatura de specialitate este consemnată căderea de meteoriți din 3 februarie 1882, din care s-au adunat 911 bucăți, cea mai mare având o masă de 35,70 kg.

## Demografie
Cea mai veche referire la populația satului se găsește în Urbariile din anul 1652 unde se prezintă, nominal, un număr de 13 familii de iobagi maghiari, cu bunurile mobile și, tot nominal, 5 dezertori. Ultima epidemie de ciumă din anul 1711 a făcut un număr considerabil de victime (292).
În anul 1733, când s-a realizat recensământul cerut de episcopul român unit, Ioan Inocențiu Micu-Klein, în localitatea Vișea (în document cu ortografie maghiară: Visa) trăiau 30 de familii românești, adică vreo 150 de persoane,

Populația si structura etnică în perioada 1850 - 1992.

Interesantă este evoluția populației. Numărul de locuitori, în general, a crescut  cu o ușoară stagnare între anii 1900 -1920 și o scădere după 1977. În ceea ce priveste structura etnică, se constată faptul că numărul maghiarilor a crescut mereu, de la 178 în anul 1880 la 610 persoane în anul 1977. Numărul românilor a rămas aproximativ constant, 212 în anul 1850 și 220 în anul 1977.
Recensământul din anul 2002 consemnează existența unui număr de 589 locuitori, din care cca. 80 % sunt maghiari, 19 % români și 1 % rromi.

## Lăcașuri de cult și educație
Biserica Reformată-Calvină a fost zidită în anul 1802, pe amplasamentul unei biserici medievale, atestată documentar din anul 1450. În ea se află o orgă - monument istoric - din anul 1875 și numeroase obiecte de cult, vechi, deosebit de valoroase.. Clopotul cel mare din turnul bisericii, a fost turnat în anul 1592 iar cel mic în 1907.
Biserica de lemn cu hramul Adormirea Maicii Domnului, construită în anul 1925, până în anul 1948 a fost biserică Greco-catolică. A existat un  alt  lăcaș de cult,  ridicat in anul 1812 pe amplasamentul unei vechi biserici greco-catolice din lemn, atestată documentar din anul 1733. Biserica Ortodoxa de zid cu hramul Sfantul Nicolae a fost sfintita in anul 2020. În ea se găsesc câteva icoane vechi, foarte prețioase. În Vișea anului 1733 era recenzat un preot greco-catolic, cu numele de Ilyia (Ilie). În localitate exista o casă parohială (Domus parochialis). De pe fânețele Bisericii se adunau 7 care de fân (Foeneta Currum: 7). Numele satului, precum și al preoților, erau redactate cu ortografie maghiară, întrucât rezultatele recensământului erau destinate unei comisii alcătuite din neromâni, îndeosebi din maghiari
În trecut educația se făcea în școli confesionale: reformată (datată din anul 1864) și greco-catolică (înființată în 1869, când au fost înscriși 26 elevi, din care 15 băieți și 11 fete). Azi se invață în Școala Generală care funcționează într-o clădire din 1907.
Satul are un tezaur folcloric vocal, port și dans popular renumit, caracteristic Câmpiei Transilvaniei.. Un obicei străvechi, apreciat în mod deosebit de străini, este împreunatul (simbria) oilor.

## Imagini

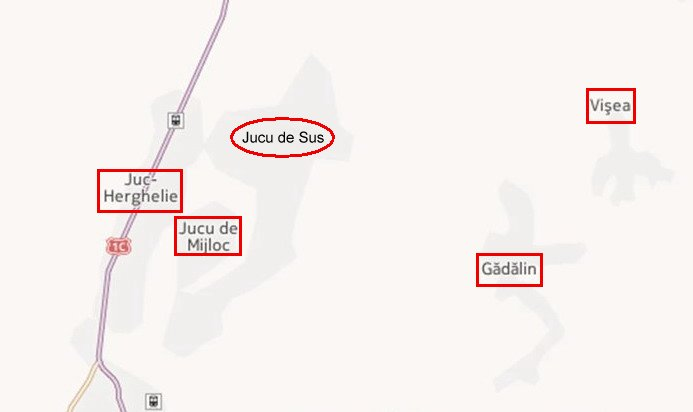
Comuna Jucu şi satele componente
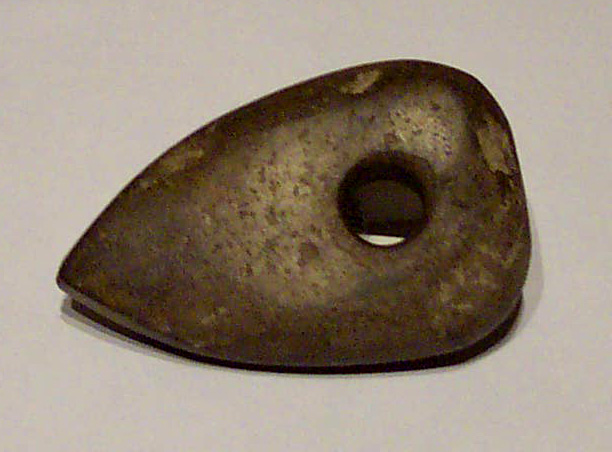
Topor din piatră șlefuită, (epoca neolitică).
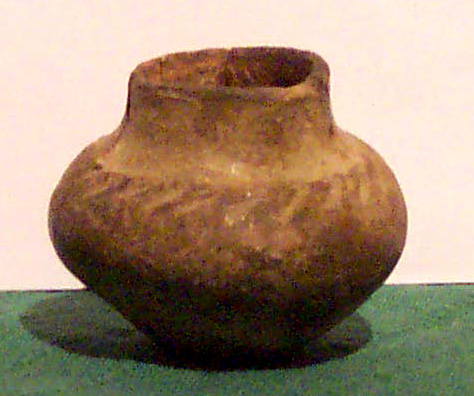
Vas de lut ars, (epoca neolitică).
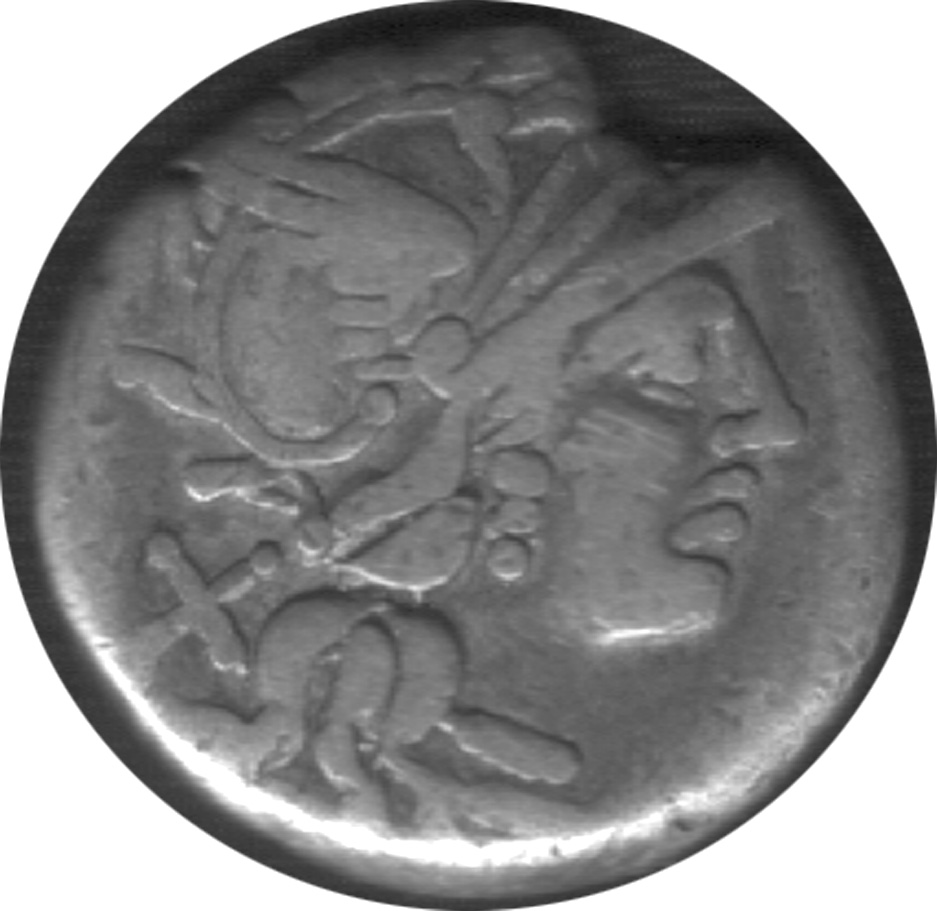
Monedă Romană,din anul 130 Î.Hr.
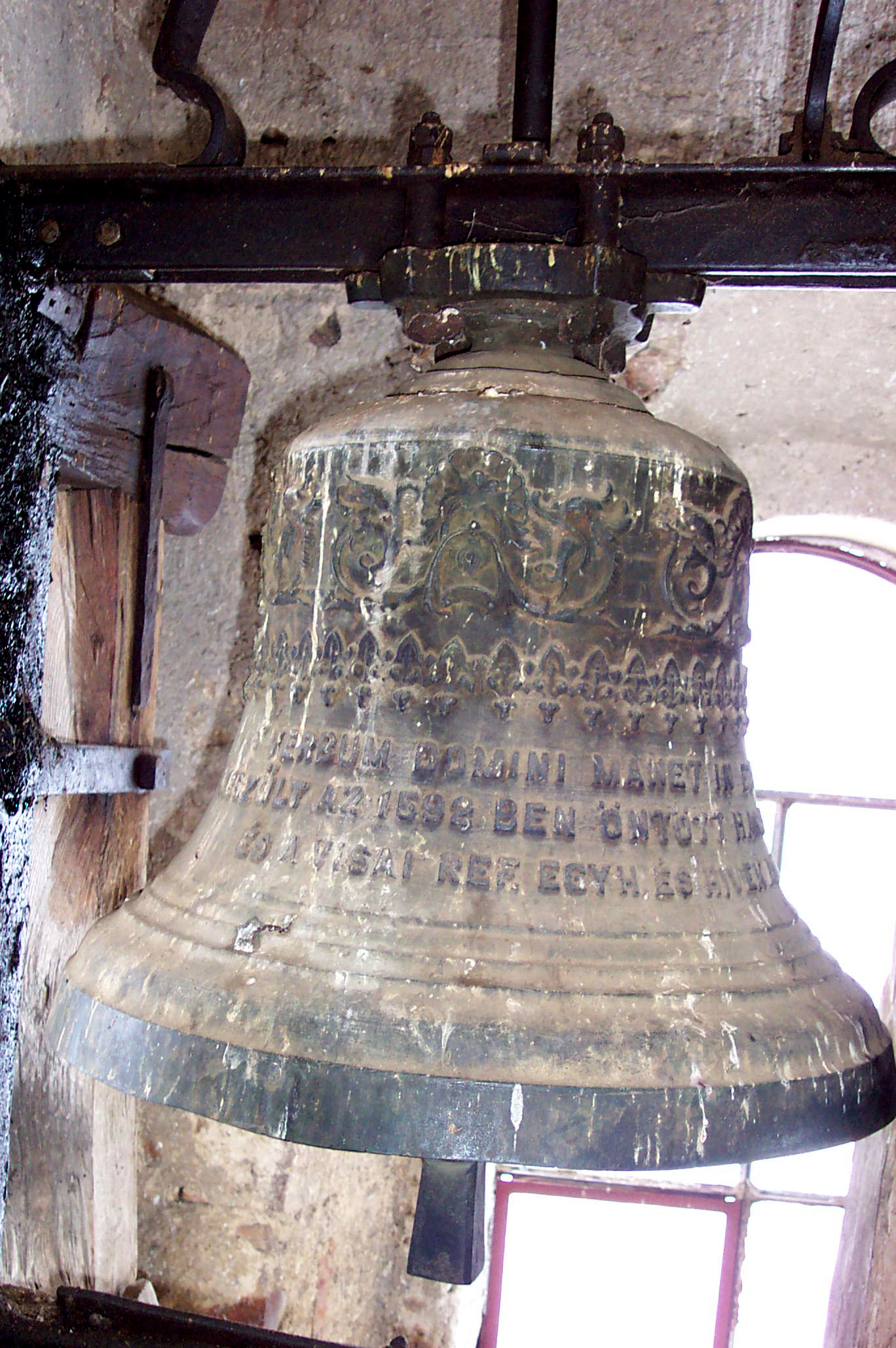
Clopotul Bisericii Reformate din anul 1592.
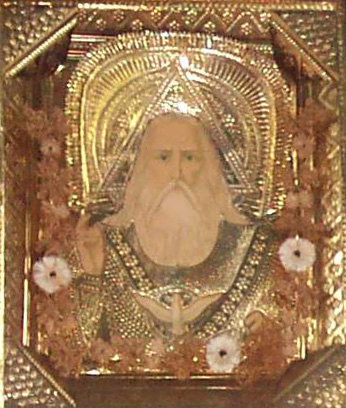
Icoană din Biserica Ortodoxă.
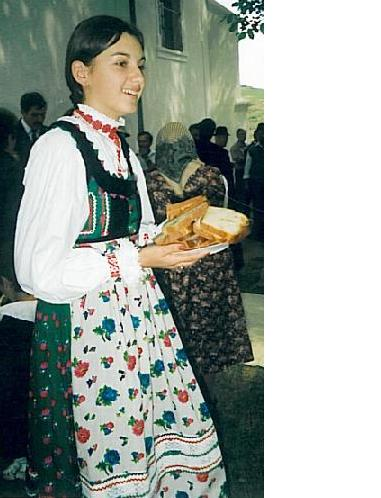
Port tradițional.
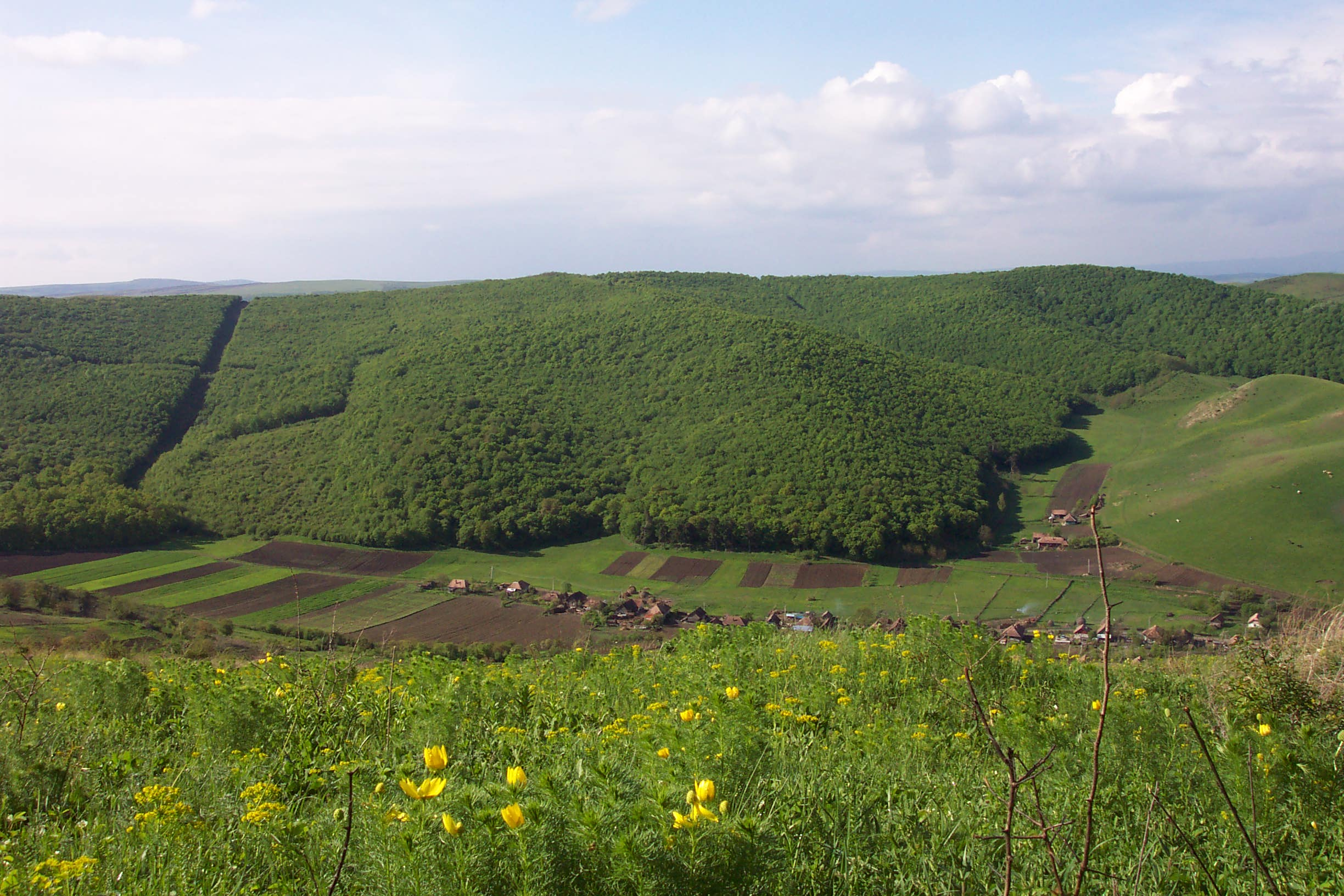
"silva Visaerdei" după 680 de ani.
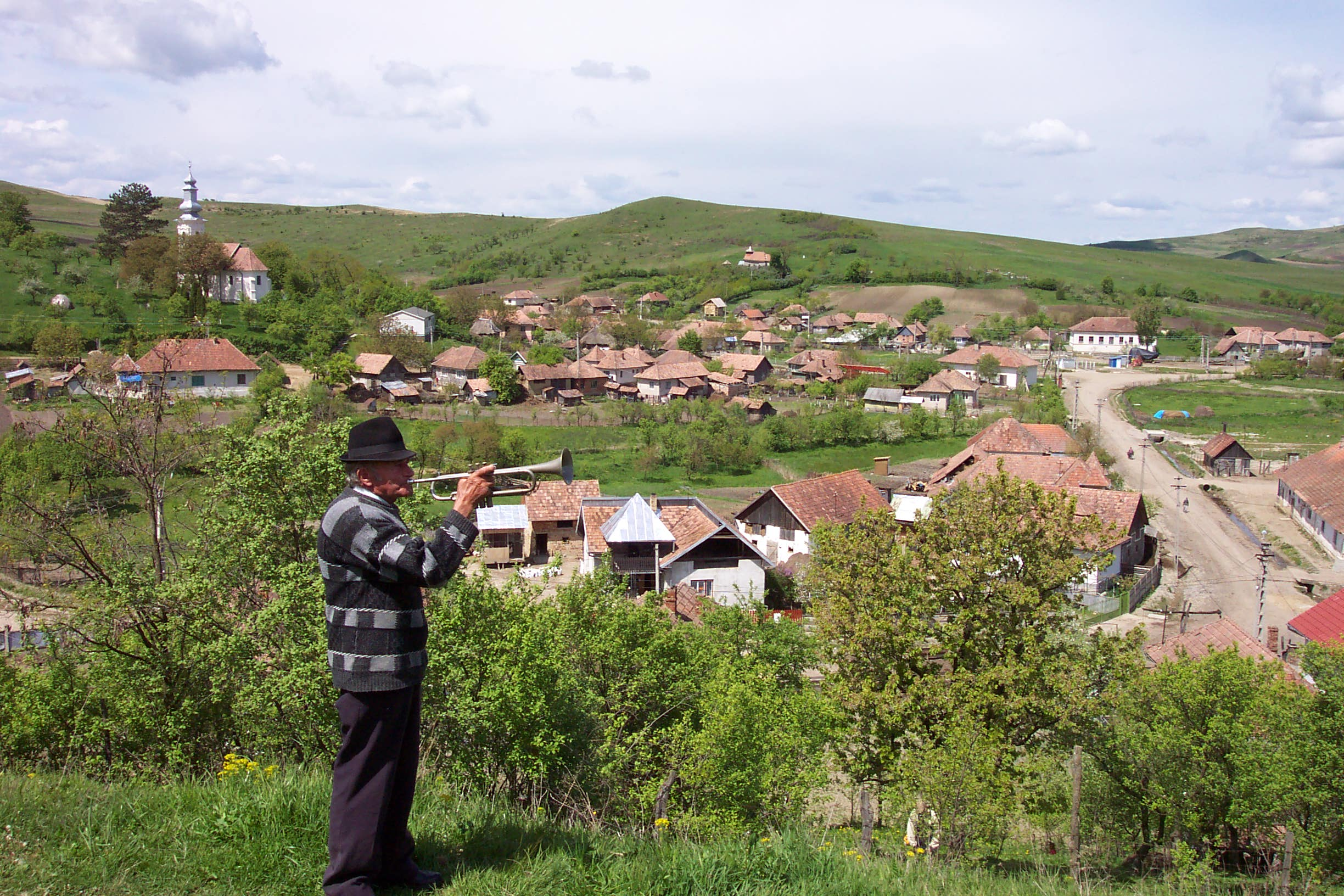
Transmiterea comunicatelor.
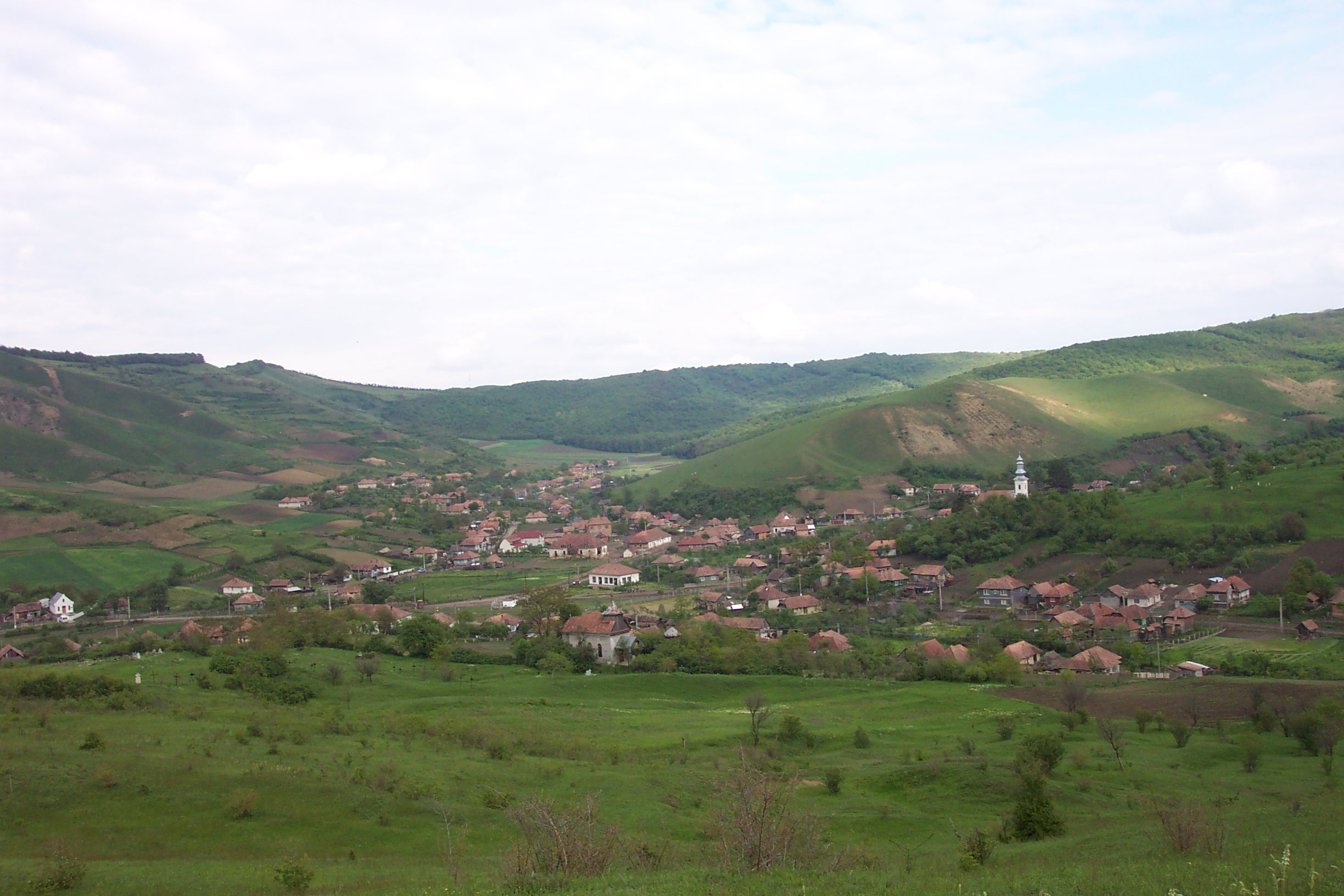
Vișea - vedere generală.
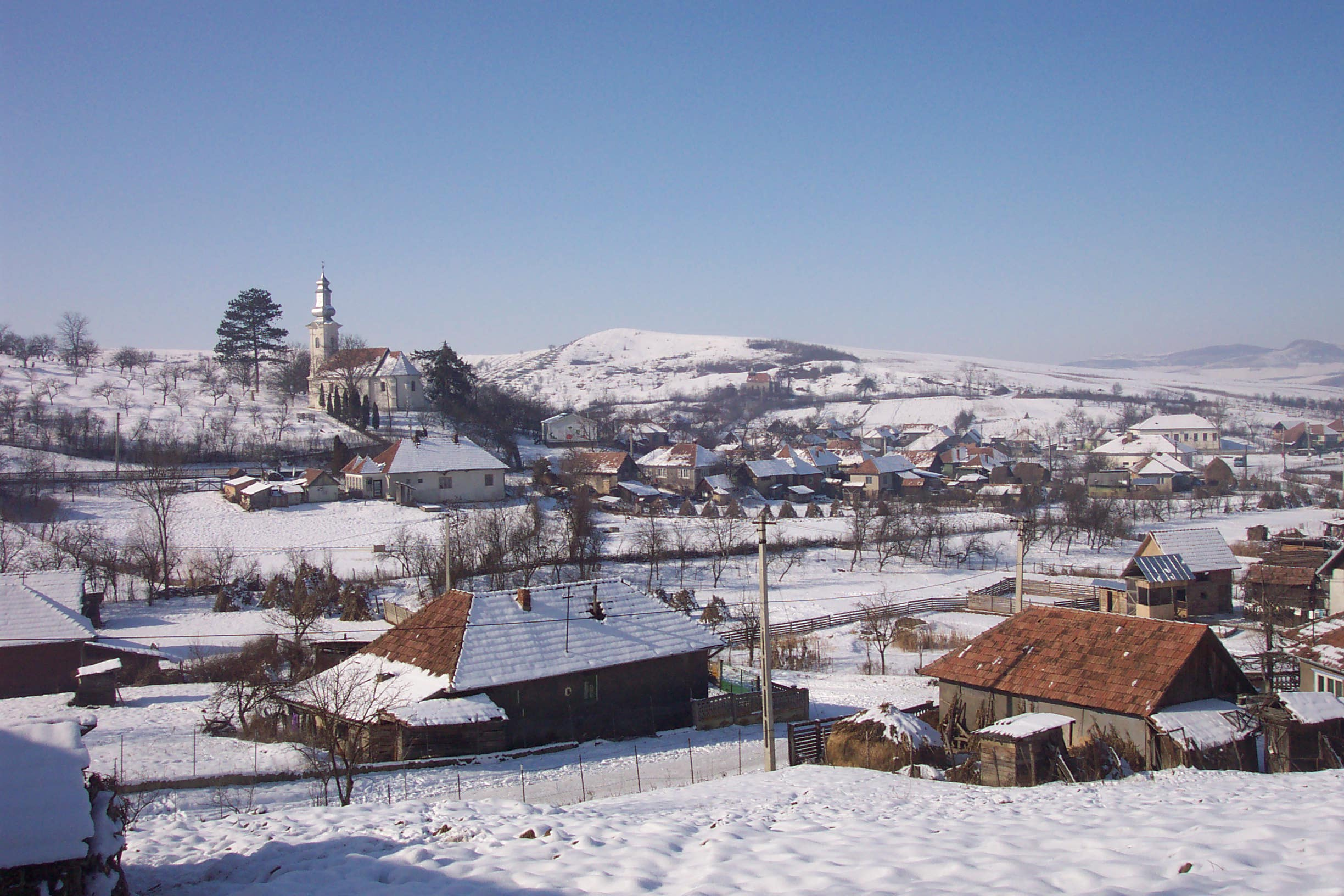
Iarna la Vișea.
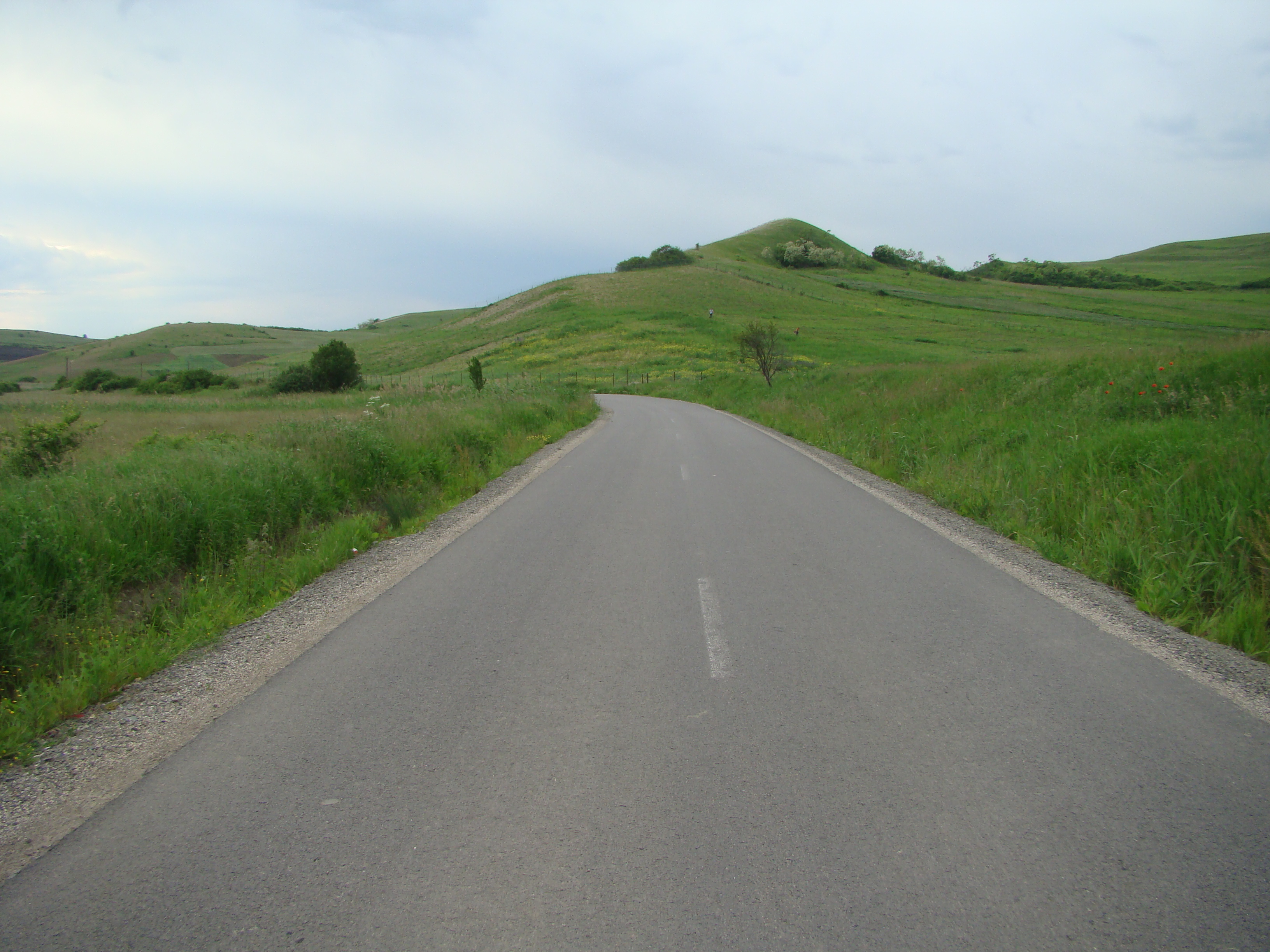
Drumul spre satul Vișea
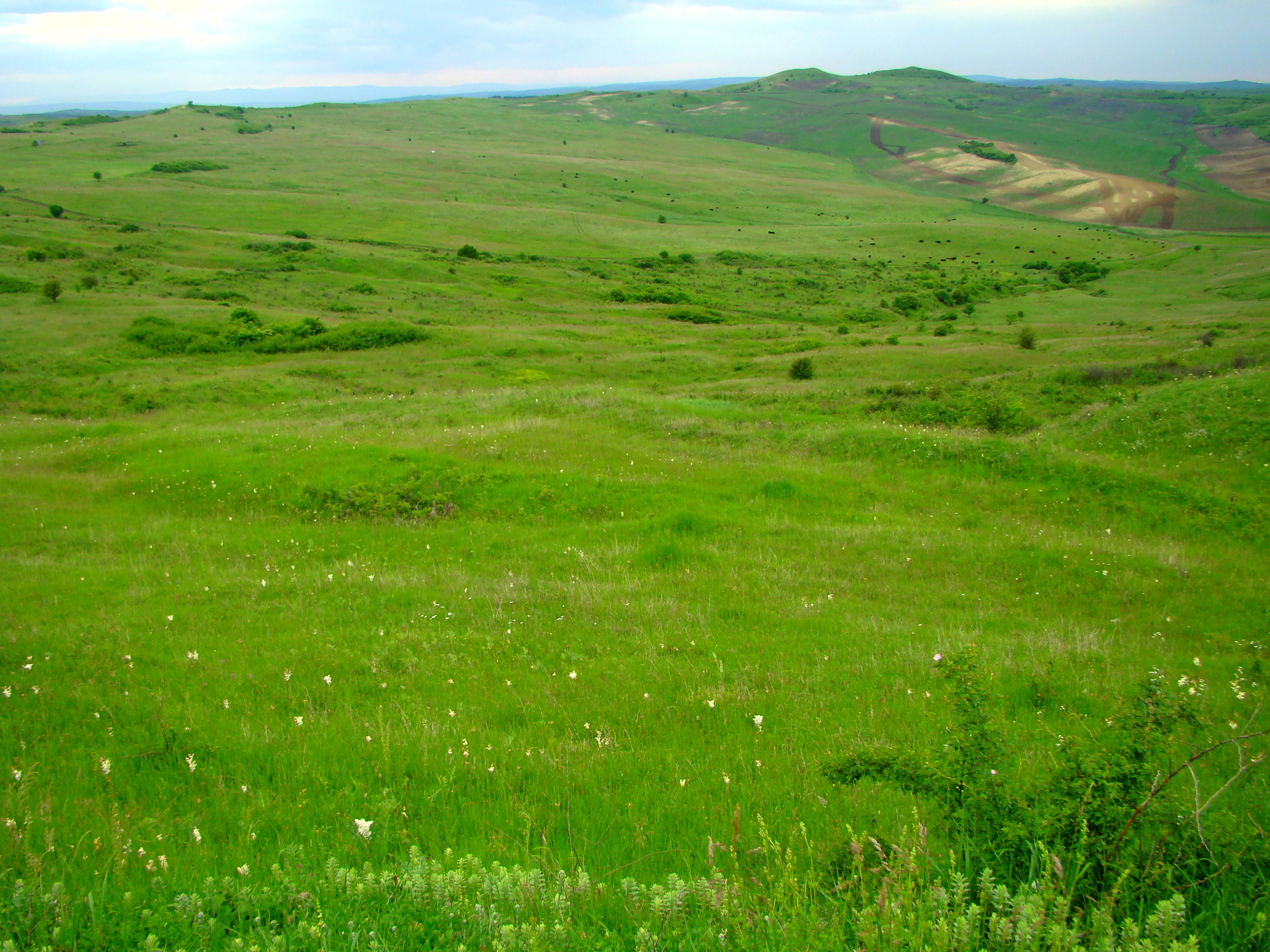
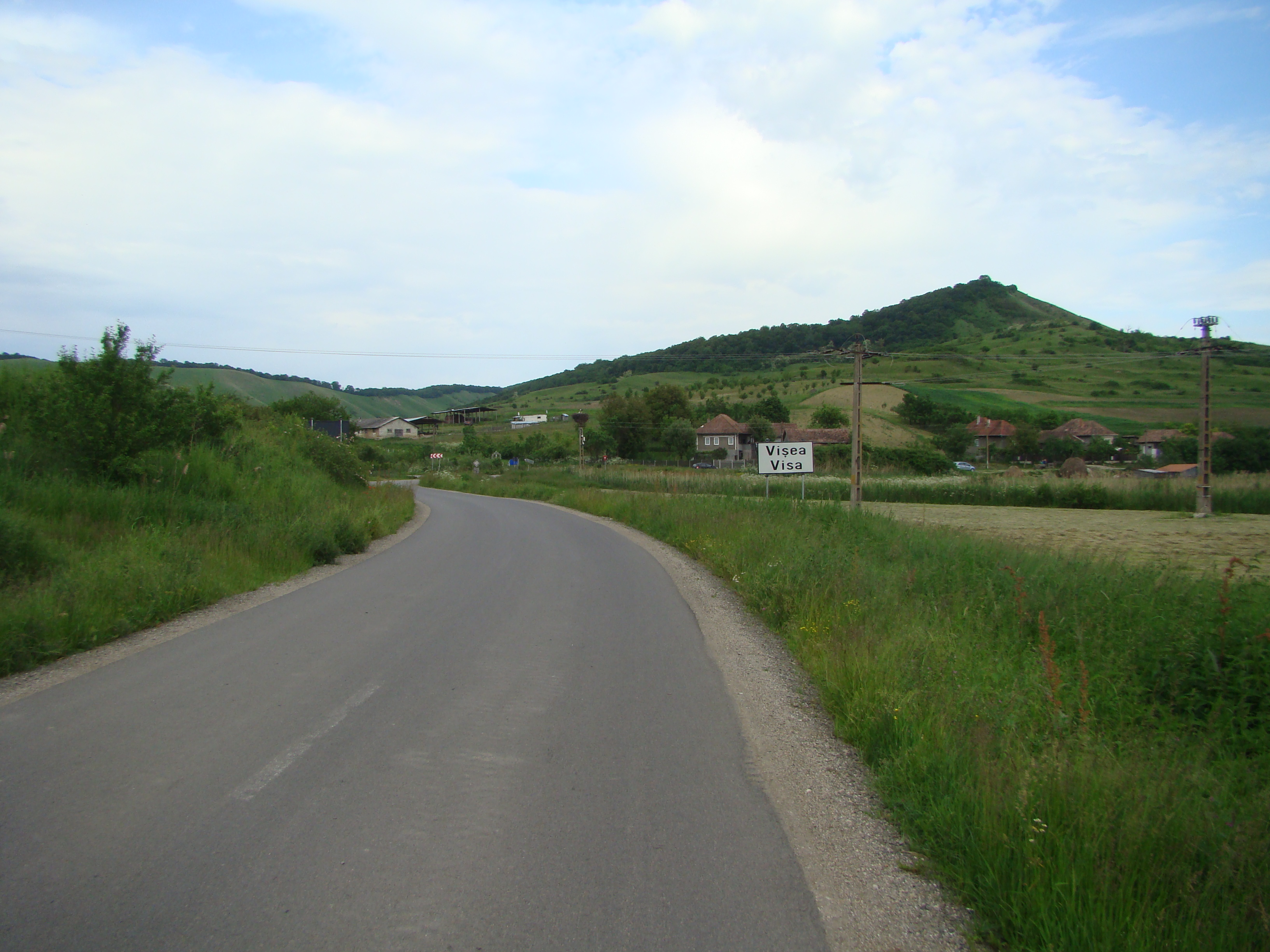
Intrarea în localitate
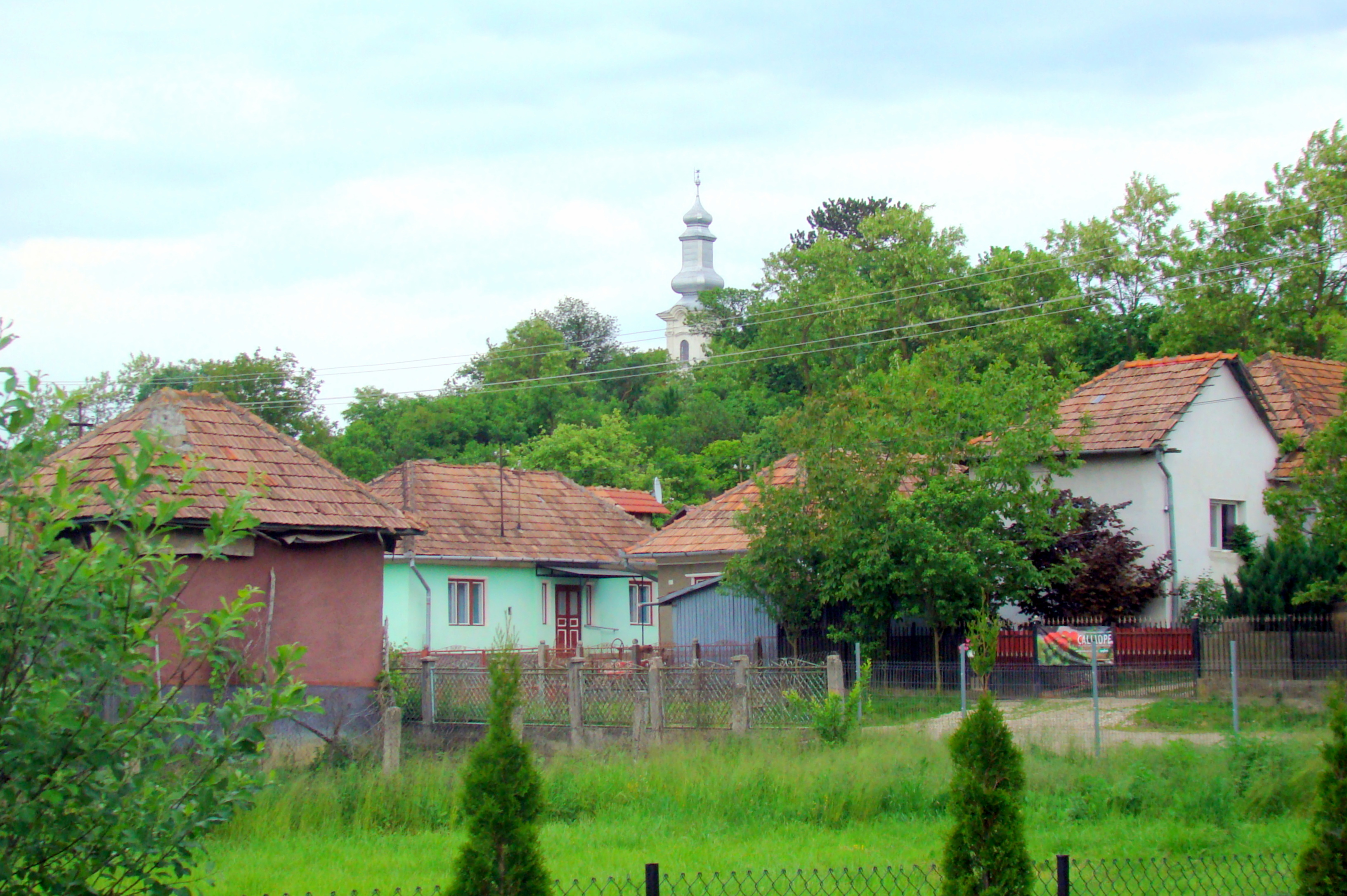
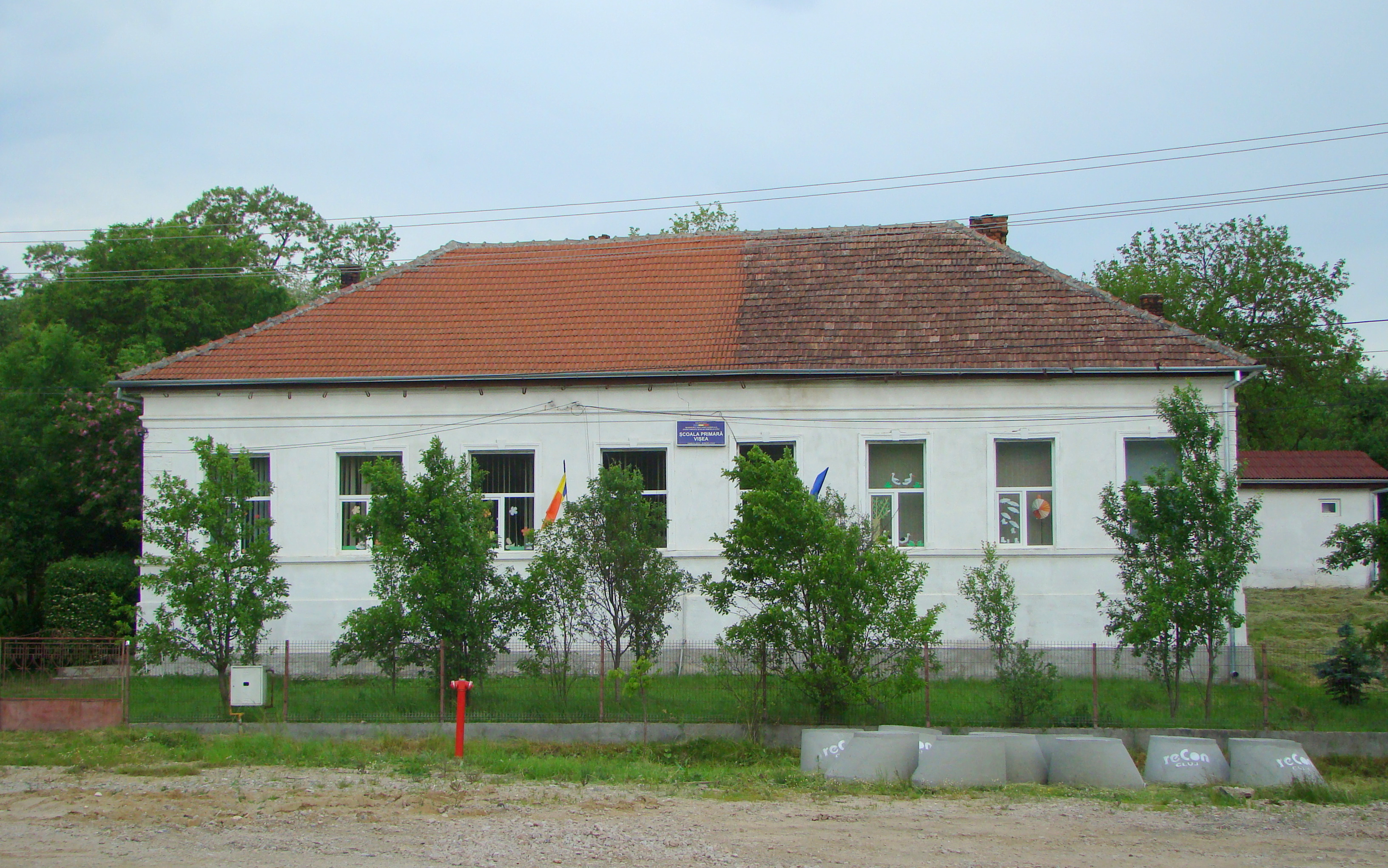
Școala
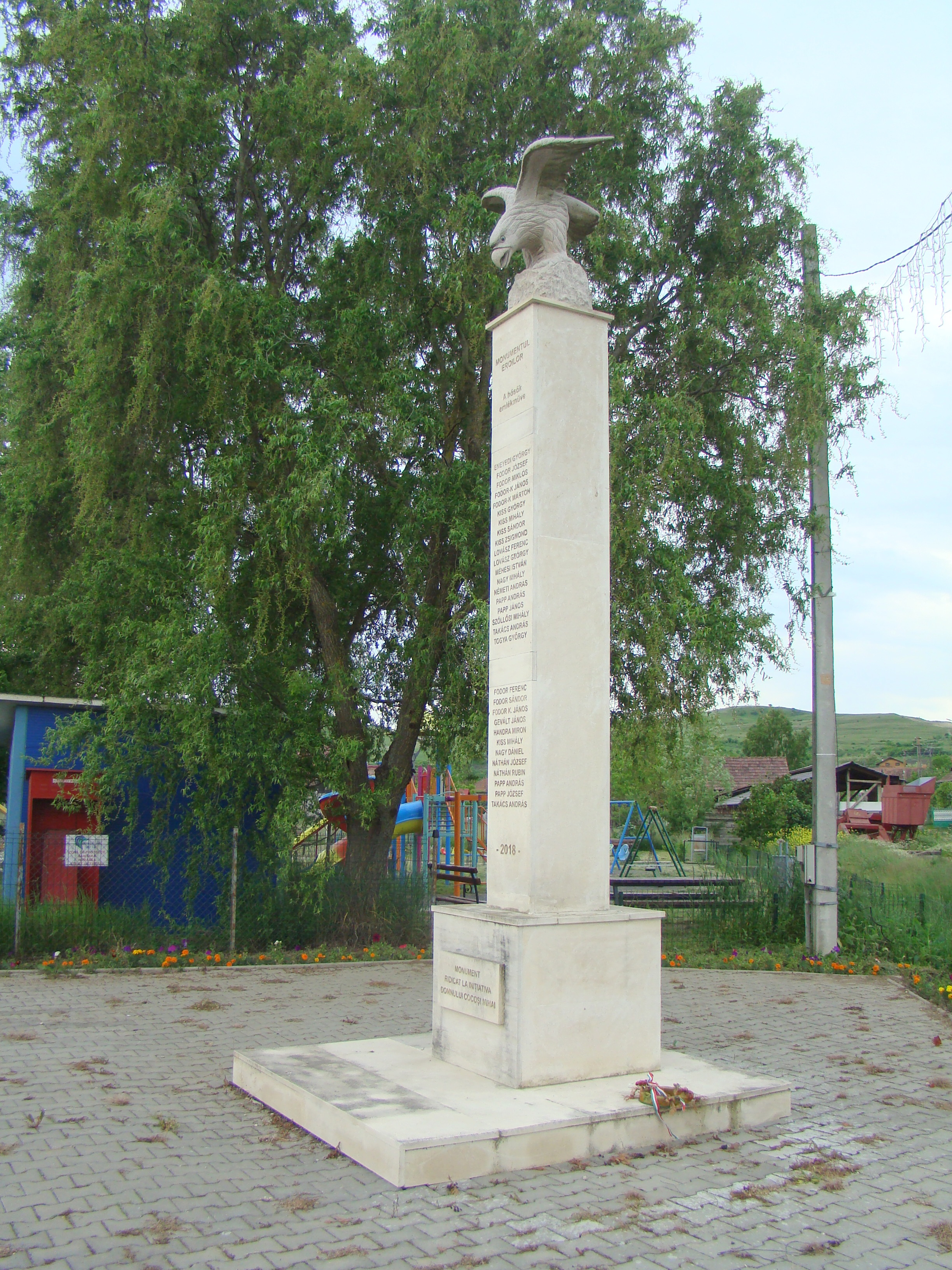
Monumentul eroilor
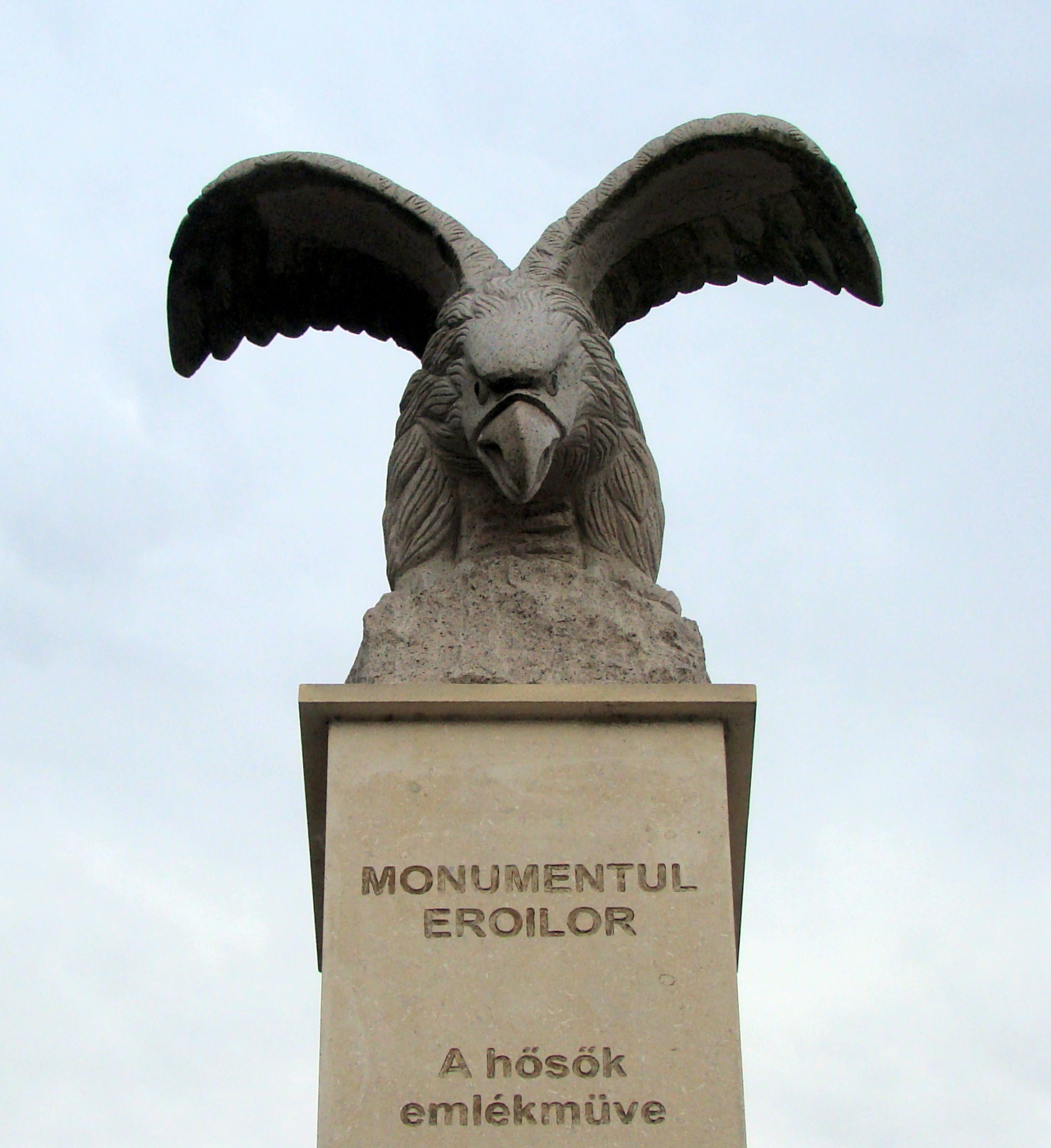
Monumentul eroilor (detaliu)
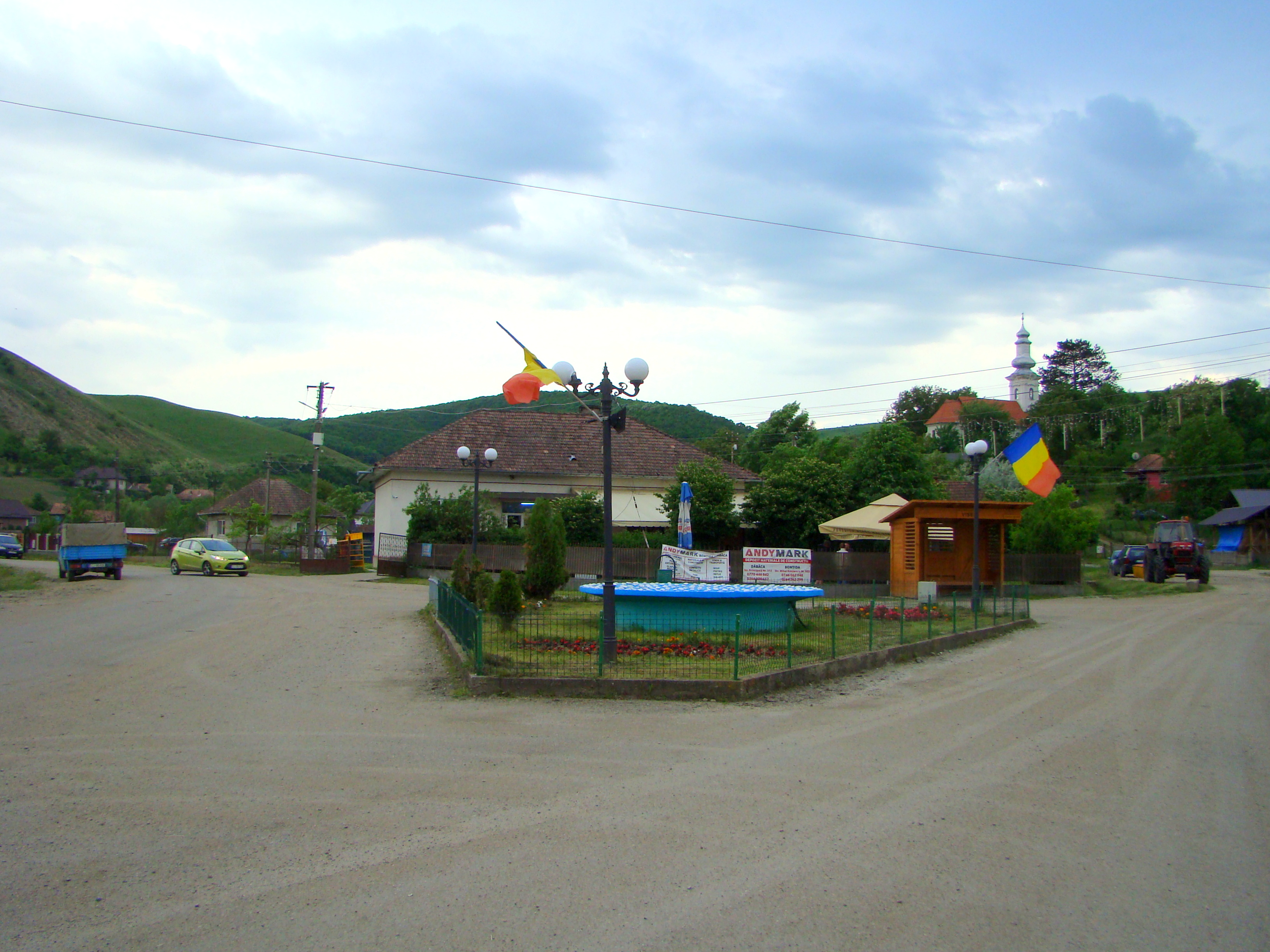
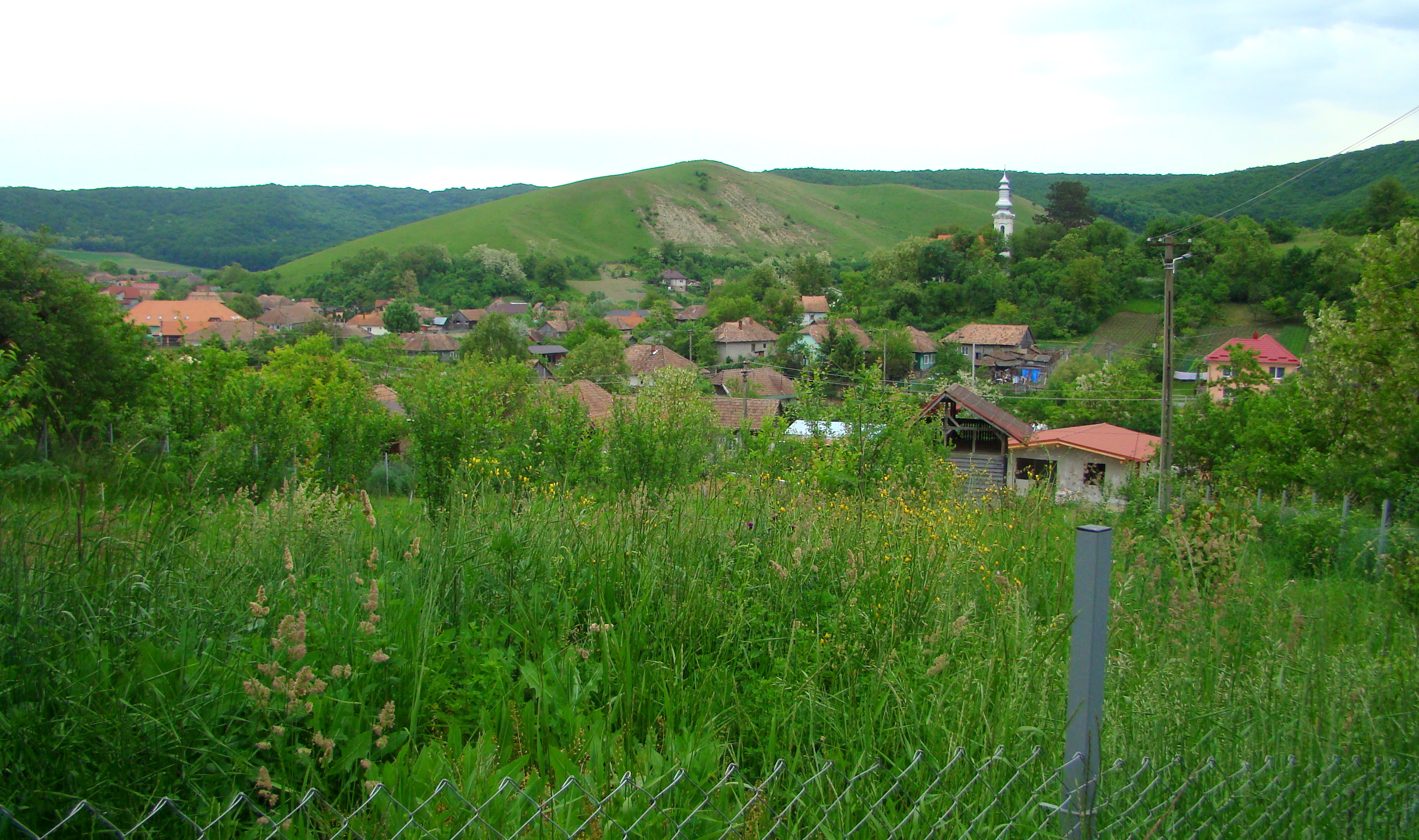
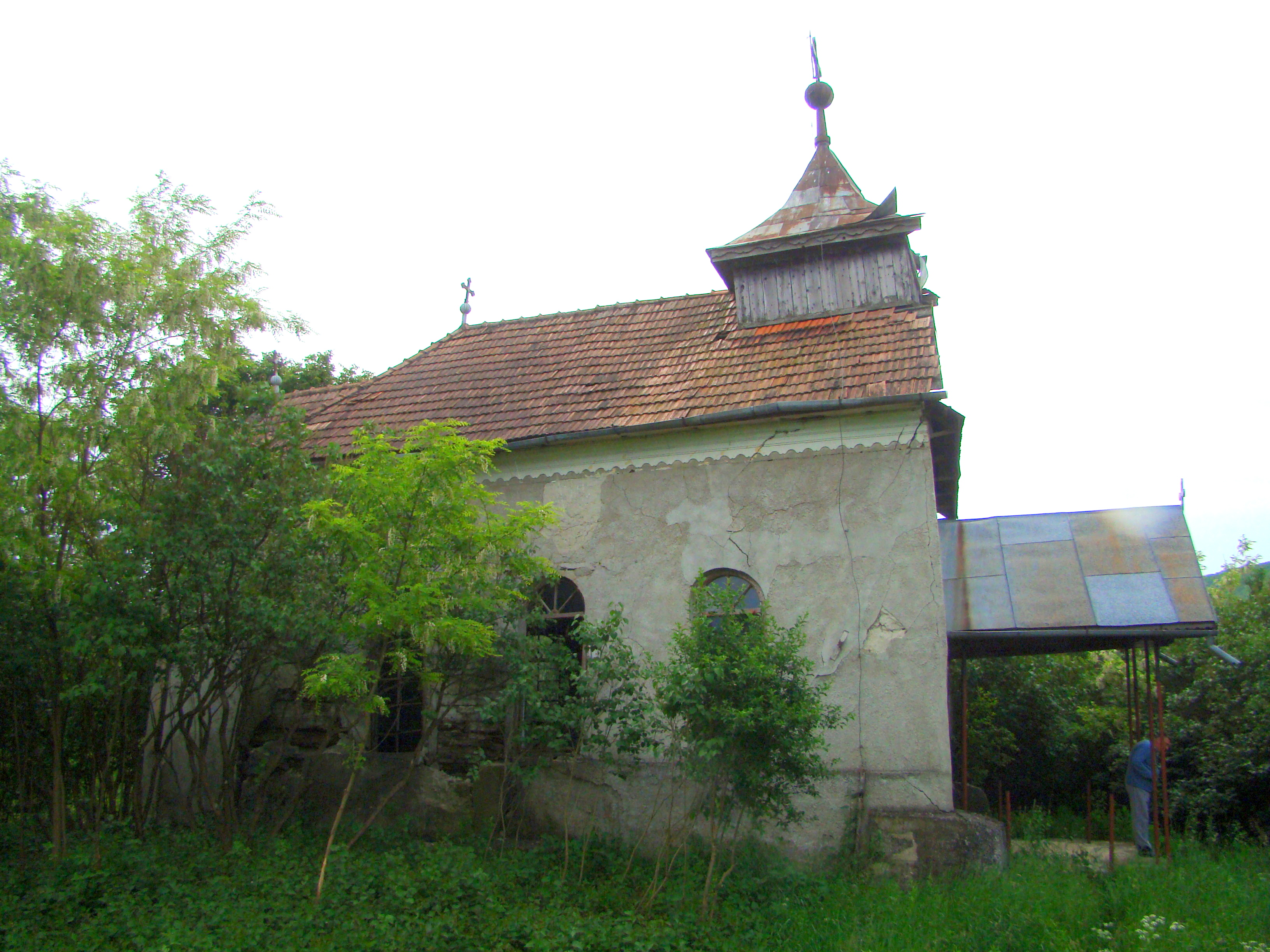
Biserica Adormirea Maicii Domnului din Vișea
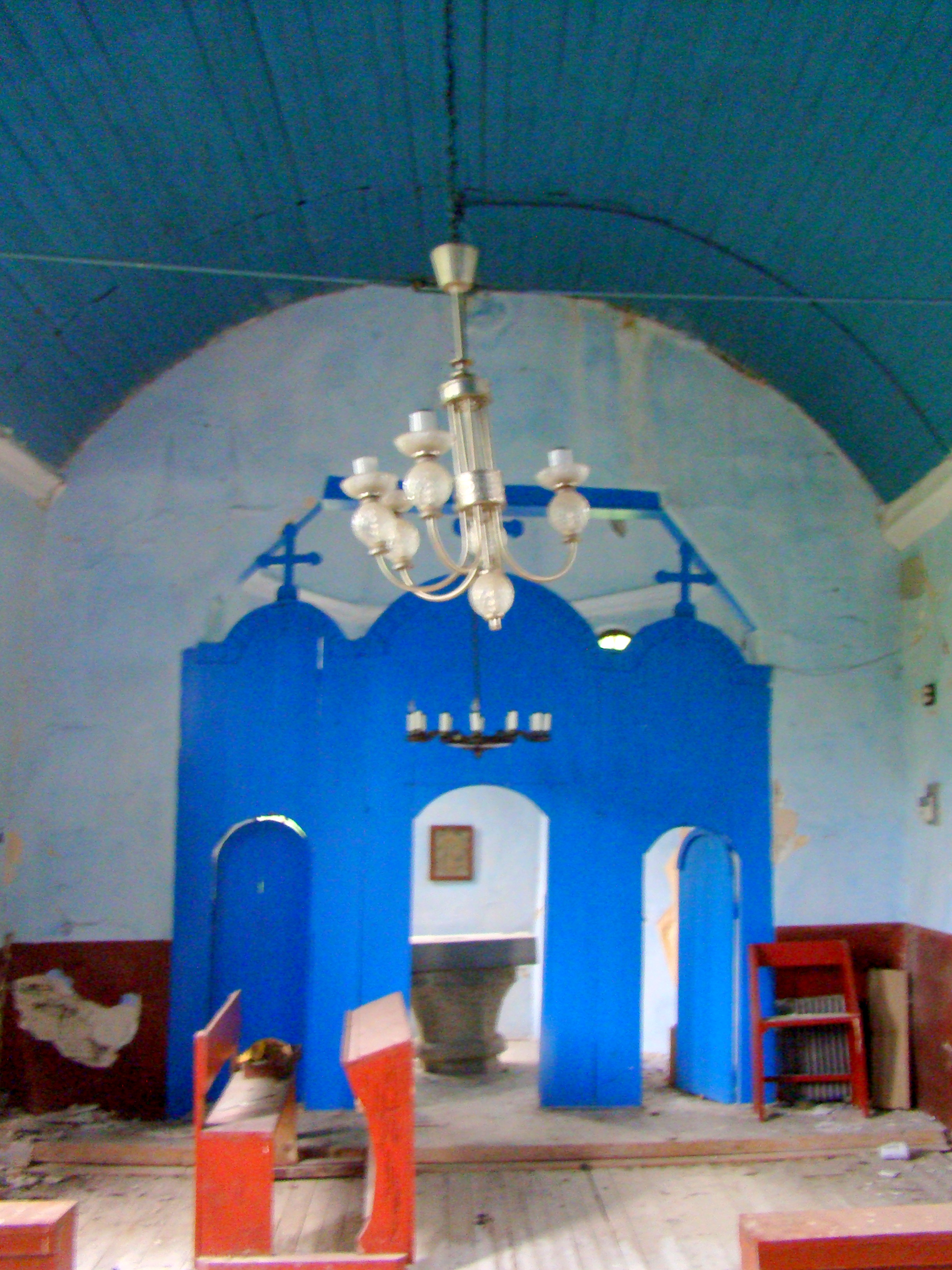
Biserica Adormirea Maicii Domnului din Vișea
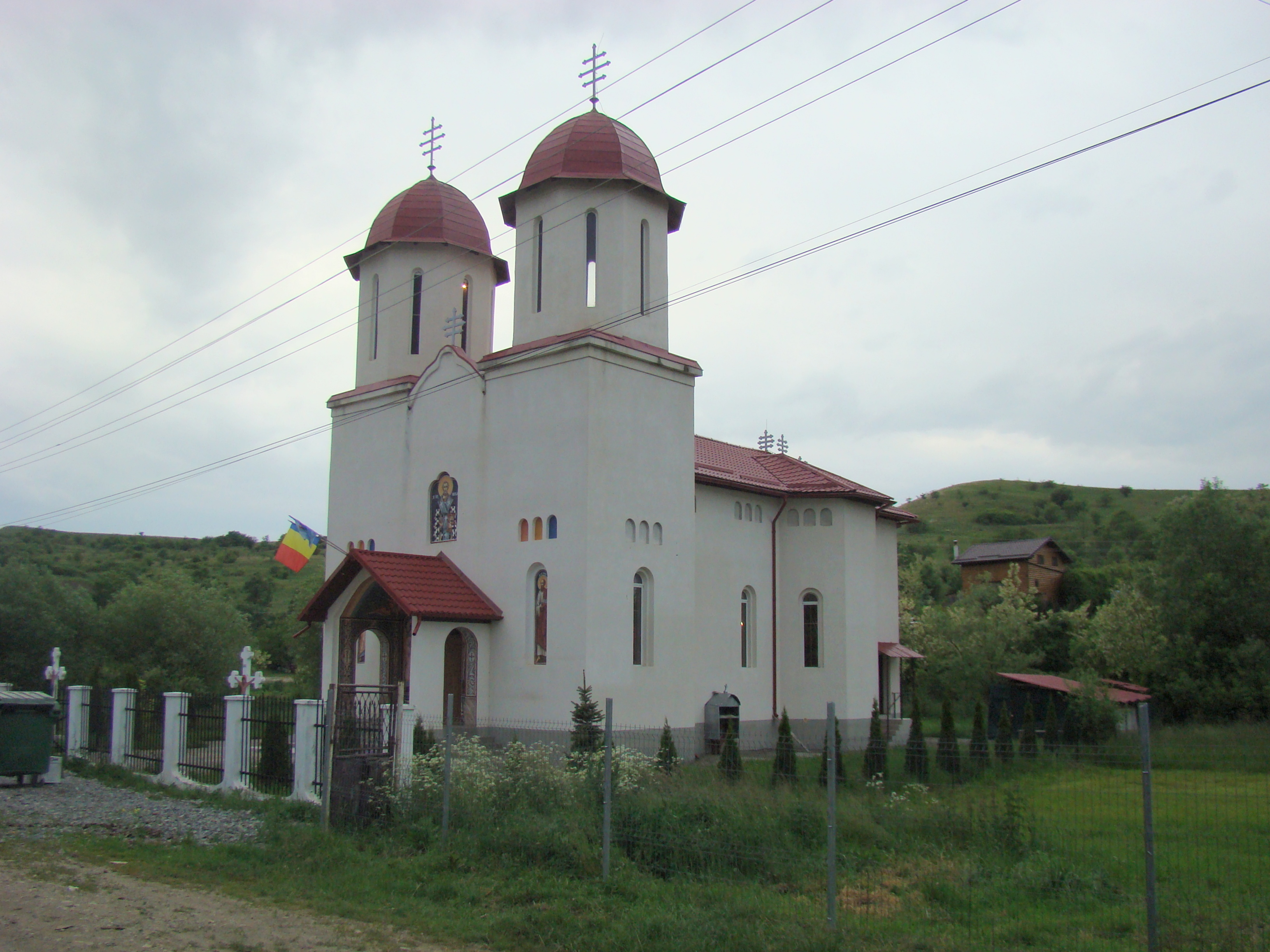
Biserica Sfântul Nicolae din Vișea
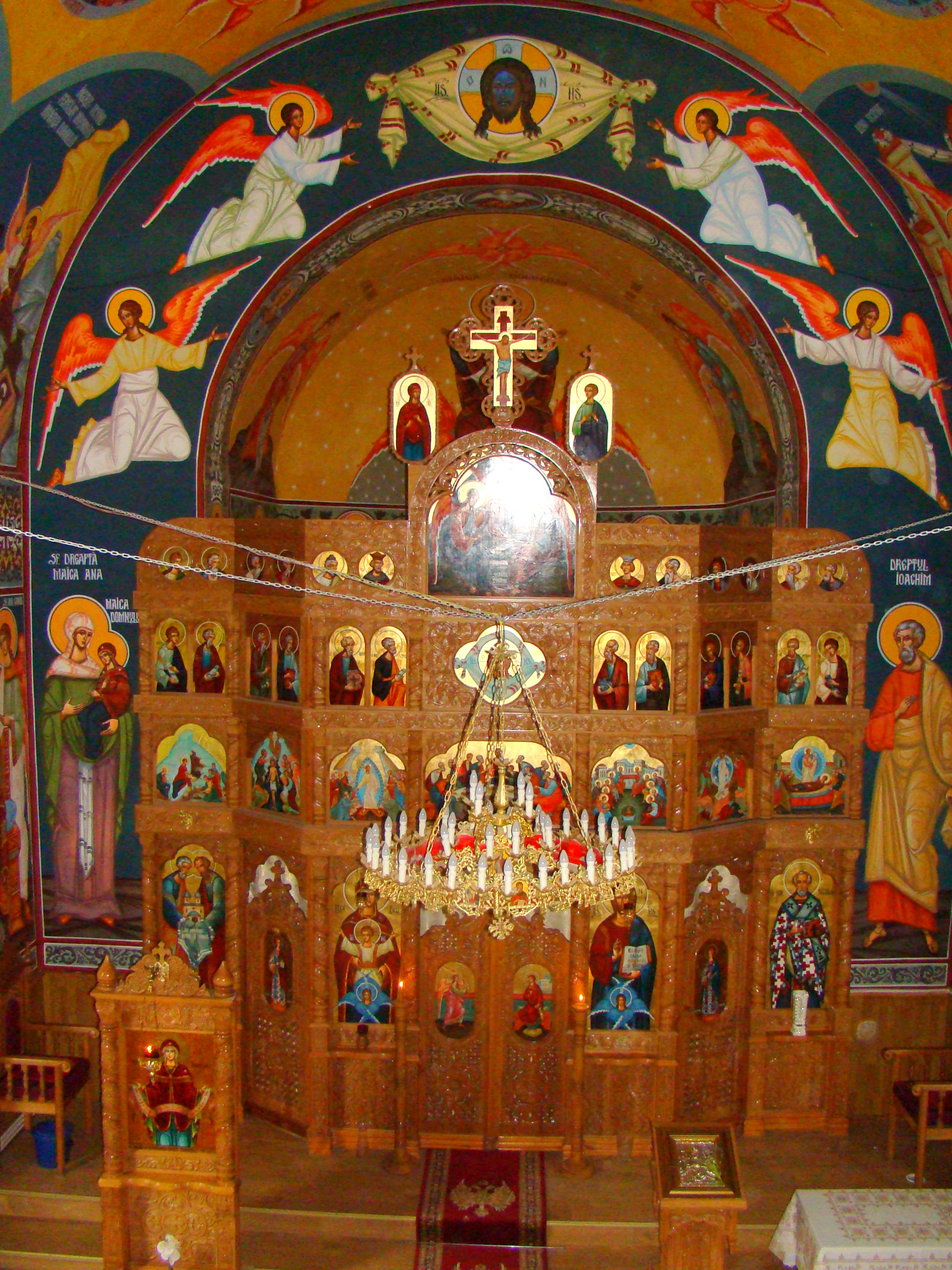
Biserica Sfântul Nicolae din Vișea